# Landschaftsschutzgebiet Sieksystem südlich Varenholz
Das Landschaftsschutzgebiet  Sieksystem südlich Varenholz mit 31 ha Flächengröße liegt im Gemeindegebiet von Kalletal. Es wurde 1995 mit dem Landschaftsplan Nr. 4 Kalletal durch den Kreistag des Kreises Lippe erstmals als Landschaftsschutzgebiet (LSG) ausgewiesen. 2004 erfolgte die erneute Ausweisung durch den Kreistag mit dem geänderten Landschaftsplan.

## Beschreibung
Das LSG umfasst ein Sieksystem zwischen Stemmen (Kalletal) und Varenholz. Im Westen, Norden und Osten geht das LSG bis zur Bebauung und zum Friedhof Stemmen. Wie eine große Insel liegt im LSG ein Bereich, der nicht dazu gehört. Im LSG befinden sich zwei Bachtäler, wobei der Bach Hankensieke ständig wasserführend ist. Im Grünland liegen Weiden, Mähweiden und Gründlandbrachen. Das Grünland ist teils feucht bis nass. Gehölzstreifen gliedern das Grünland. Auch Obstwiesen und Gartenbereiche sind vorhanden. Auf einer ehemaligen verkippten Abgrabung steht ein Robinienwäldchen. Im Norden stockt ein naturnaher Buchenwald mit eingestreuten anderen Laubbaumarten mit hohem Anteil an Alt- und Totholz.

## Schutzzwecke für das LSG
Laut Landschaftsplan erfolgte die Ausweisung des LSG
- „zur Erhaltung und Wiederherstellung der Leistungsfähigkeit des Naturhaushaltes in ökologisch besonders wertvoll strukturierten Bereichen mit Wasser-, Klima- und Biotopschutzfunktionen,“
- „zur Erhaltung und Wiederherstellung von Quellbereichen und naturnahen Fließgewässern, Grünland und naturnahen Waldbereichen unterschiedlicher Feuchtestufen, Feldgehölzen, Hecken und Obstwiesen,“
- „zur Erhaltung morphologisch ausgeprägter Bereiche zur Sicherung der landschaftlichen Eigenart und Vielfalt für die Erholung,“
- „zur Erhaltung wertvoller Biotopkomplexe aus Wald-Gründlandbereichen, Fließgewässern und Quellen mit wichtigen Trittstein- und Vernetzungsfunktionen,“
- „zur Erhaltung und Wiederherstellung wichtiger Rückzugsräume für die bedrohte Tier- und Pflanzenwelt,“
- „zur Sicherung der das Orts- und Landschaftsbild gliedernden und belebenden und die dörflichen Siedlungsstrukturen prägenden Freiraumelemente.“[1]

## Rechtliche Vorschriften
Im Landschaftsschutzgebiet ist unter anderem das Errichten von Bauten und das Anlegen von Fischteichen verboten.